# Bhavnagar (distrikt)
Bhavnagar är ett distrikt i delstaten Gujarat i Indien. Administrativ centralort är Bhavnagar. Vid folkräkningen 2001 hade Bhavnagar 2 469 630 invånare. 1 534 592 av dessa bodde på landsbygden och 935 038 bodde i tätorter.

## Demografi
Av befolkningen i Bhavnagar är 66,20% läskunniga (78,02% av männen och 53,73% av kvinnorna). Hinduism är den vanligaste religionen med 2 264 062 troende, islam näst störst med 172 740 troende. 28 921 personer är jainister.